# Michal Jagelka
Michal Jagelka (ur. 17 kwietnia 1977 w Pradze) – czeski aktor.
Ukończył praskie konserwatorium na wydziale muzyczno-dramatycznym.
Stał się rozpoznawalny jako prezenter telewizyjny (pracuje dla stacji TV Nova i TV Prima).
Zajmuje się także dubbingiem. Użyczył głosu wielu znanym aktorom, takim jak Leonardo DiCaprio, Matt Damon, Orlando Bloom czy Brendan Fraser.

## Życie prywatne
W 2008 roku zawarł zarejestrowany związek partnerski z czeskim prezenterem telewizyjnym Alešem Cibulką.